# Vysočany (powiat Znojmo)
Vysočany – gmina w Czechach, w powiecie Znojmo, w kraju południowomorawskim.
1 stycznia 2017 gminę zamieszkiwały 92 osoby, a ich średni wiek wynosił 45,6 roku.